# Мепорія Іка Гурамович
Іка Гурамович Мепорія (* 26 січня 1989) — український футболіст, півзахисник київського «Арсенала».

## Клубна кар'єра
Вихованець київського футболу, у ДЮФЛ виступав за команду «Відрадний» та дитячо-юнацьку школу «Динамо».
На початку 2008 року приєднався до столичного «Арсенала», у якому здебільшого виступав за команду дублерів. У вищій лізі чемпіонату України дебютував 23 серпня 2008 року у грі «Арсенала» проти київського «Динамо».